# Annabelle Lengronne
Annabelle Lengronne est une actrice française.

## Biographie
Annabelle Lengronne naît sous X dans le métro parisien en 1987,. Elle grandit ensuite en Martinique avec son père et sa mère d'adoption. Elle découvre le théâtre dans sa jeunesse jusqu'à vouloir en faire son métier et intègre l'école Claude Mathieu à Paris après son bac en 2005. Après plusieurs pièces, elle débute en 2011 à la télévision dans la série Xanadu.
Au cinéma, elle tient en 2012 l'un de ses premiers rôles secondaires importants dans Les Kaïra. Toujours en 2012, on la voit dans le film Une vie meilleure. En 2014, elle joue le rôle de la championne de boxe Aya Cissoko dans le téléfilm Danbé, la tête haute.
En 2016, elle tient le rôle féminin principal du film La Fine Équipe,, ce qui la place en lice pour remporter le César du meilleur espoir 2017.
En 2019, elle joue le rôle d'une diplômée sous-employée qui se révèle dans une agence de communication dans le film Jusqu'ici tout va bien de Mohamed Hamidi. En 2020, elle joue Conso, une femme ordinaire qui se prostitue, dans le film franco-belge Filles de joie de Frédéric Fonteyne et Anne Paulicevich.
En 2022, elle tient un des rôles principaux dans Un petit frère, sélectionné en compétition officielle du festival de cannes.

## Filmographie

### Cinéma

#### Longs métrages
- 2011 : Les Mythos de Denis Thybaud : Myriam
- 2011 : Une vie meilleure de Cédric Kahn : la voisine de Yann
- 2012 : Les Kaïra de Franck Gastambide : Stay
- 2012 : Ombline de Stéphane Cazes : Fatou
- 2014 : Mercuriales de Virgil Vernier : Zouzou
- 2016 : La Fine équipe de Magaly Richard-Serrano : Eliane, alias Stan
- 2019 : Jusqu'ici tout va bien de Mohamed Hamidi : Mariama
- 2019 : Sun de Jonathan Desoindre et Ella Kowalska : Soussaba
- 2020 : Filles de joie de Frédéric Fonteyne et Anne Paulicevich : Conso
- 2022 : Hommes au bord de la crise de nerfs d'Audrey Dana : Lou
- 2022 : Les Femmes du square de Julien Rambaldi : Shella
- 2022 : Un petit frère de Léonor Serraille : Rose
- 2023 : Paula d'Angela Ottobah : la mère
- 2024 : Jane Austen a gâché ma vie de Laura Piani : Cheryl
- 2025 : Baise-en-ville de Martin Jauvat : Laura

#### Courts métrages
- 2016 : Love at First Heist de Rémi Anfosso : Blanche
- 2022 : Championne de Déborah Lukumuena : Championne

### Télévision
- 2011 : Xanadu (série télévisée), épisode 5 : Khadija
- 2013 : Boulevard du Palais (série télévisée), saison 15, épisode 1 Silence de mort de Christian Bonnet : avocat Keller
- 2014 : Danbé, la tête haute (téléfilm) de Bourlem Guerdjou : Aya à 28 ans
- 2015 : Mes amis, mes amours, mes emmerdes... (série télévisée), saison 4
- 2017 : Fais pas ci, fais pas ça (série télévisée), saison 9, épisodes 5 et 6 : Aminata
- 2017 : In America (série télévisée), saison 3
- 2017 : Engrenages (série télévisée), saison 6, épisodes 2, 3 et 9 : Farah Camara, la femme de Drissa
- 2019 : Colombine de Dominique Baron : Docteur Mélia Martin
- 2021 : H24 de Nathalie Masduraud et Valérie Urréa (série télévisée), épisode 10 16h - Terminal F
- 2021 : Hastag Boomer (série télévisée), épisode 2 : Meryl
- 2022 : Cuisine interne (mini-série) : Adriana Soukho
- 2023 : La Malédiction du lys de Philippe Niang (téléfilm) : Anta Gomis
- 2024 : Une amie dévouée de Just Philippot (mini-série) : Emilie

## Théâtre
- 2004 : Iphigénie à Aulis, de Euripide, mise en scène Hélène Cixous
- 2004 : Tambours sur la digue, de Euripide, mise en scène Hélène Cixous
- 2008 : Angels in America, de Tony Kushner, mise en scène Aurélien Gomis
- 2009 : Bintou de Koffi Kwahulé, mise en scène Laëtitia Guedon
- 2010 : Alice au pays des merveilles, de Lewis Carroll (mise en scène)
- 2022 : Sorcières, la puissance invaincue des femmes, de Mona Chollet (lecture musicale)

## Distinctions
- 2020 : Prix Plurielles de la meilleure actrice de second rôle[9]
- Festival international du film de Stockholm 2022 : prix de la meilleure interprétation féminine pour Un petit frère
- Les Arcs Film Festival 2022 : prix de la meilleure actrice pour Un petit frère